# Fete rele
Fete rele (en: Mean Girls) este un film de comedie pentru adolescenți din 2004 regizat de Mark Waters, scris de Tina Fey, cu Lindsay Lohan, Rachel McAdams, Amanda Seyfried și Lacey Chabert. Este considerat filmul care a făcut-o cunoscută pe Lohan.
Filmul este bazat pe cartea non-ficțională „Queen Bees and Wannabes” de Rosalind Wiseman, care descrie cum operează bisericuțele de fete din licee și efectul lor asupra tuturor fetelor.

## Roluri
- Lindsay Lohan - Cady Heron
- Rachel McAdams - Regina George
- Tina Fey - Doamna Sharon Norbury
- Tim Meadows - Domnul director Ron Duvall
- Lacey Chabert - Gretchen Wieners
- Jonathan Bennett - Aaron Samuels
- Amy Poehler - Doamna George
- Lizzy Caplan - Janis Ian
- Amanda Seyfried - Karen Smith
- Daniel Franzese - Damian
- Ana Gasteyer - Domna Heron
- Neil Flynn - Domnul Heron

## Legături externe
- Site web oficial
- Fete rele la Internet Movie Database
- Fete rele la Box Office Mojo
- Fete rele la Rotten Tomatoes
- Fete rele la Metacritic
- Fete rele la CineMagia.ro